# A1 Team Malaysia
Das A1 Team Malaysia (engl. Stilisierung: A1Team.Malaysia) war das malaysische Nationalteam in der A1GP-Serie.

## Geschichte

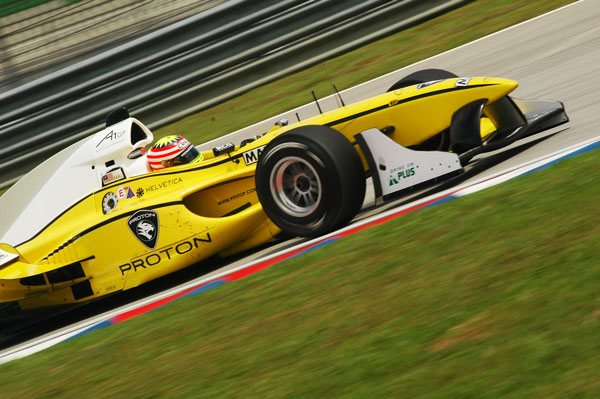
Alex Yoong beim A1 GP Malaysia 2006/07

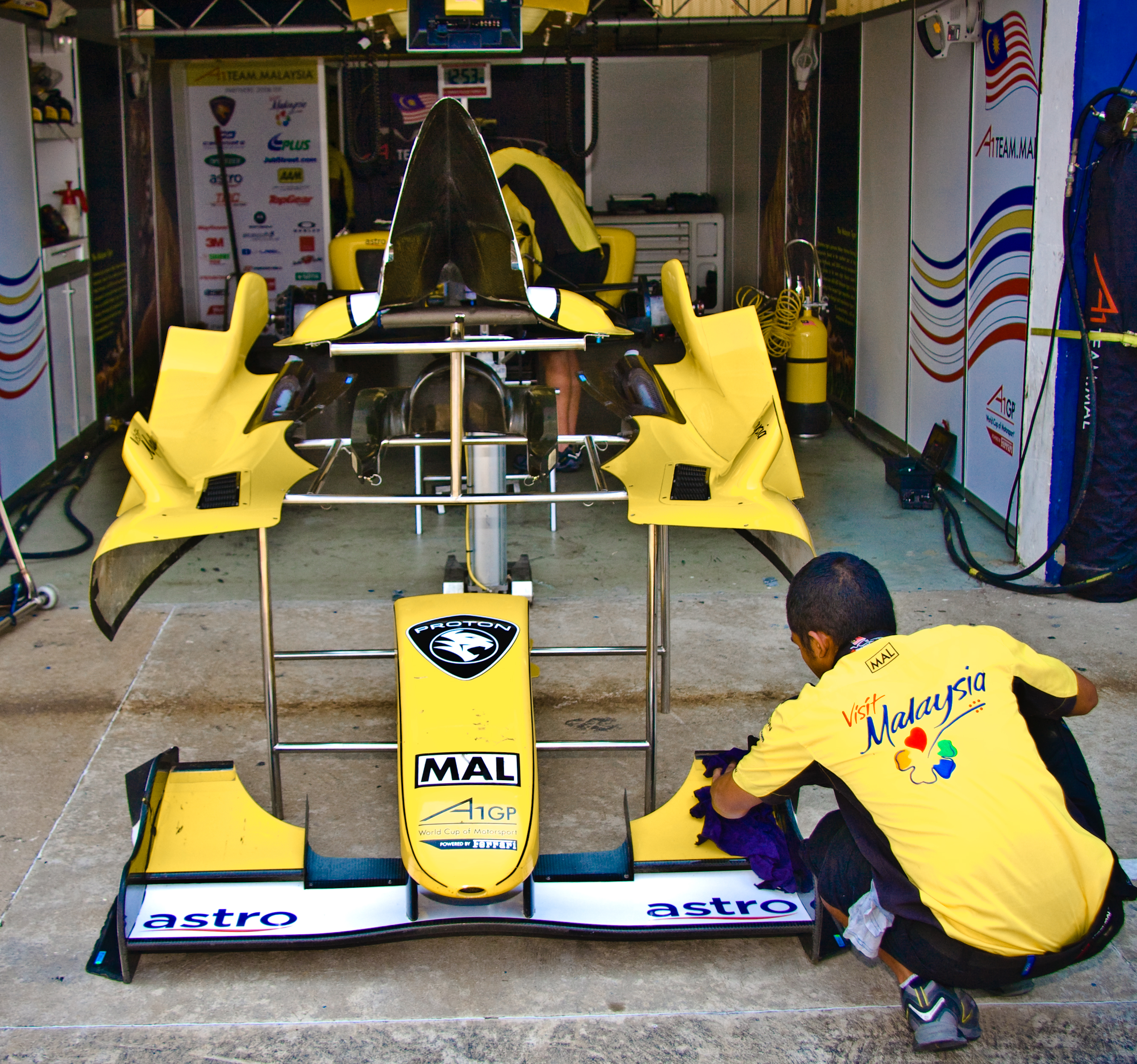
Blick in die Box von Team Malaysia in Kyalami 2009

Das A1 Team Malaysia wurde vom ehemaligen Formel-1-Piloten Alex Yoong gegründet, als Seatholder fungierte ab der vierten Saison die A1 Team Malaysia Sdn Bhd; das Team setzte von Beginn an einen eigenen Rennstall ein.
In der ersten Saison gehörte das Team zu den stärksten. Bereits am Premieren-Rennwochenende in Brands Hatch konnte es mit Platz fünf im Hauptrennen durch Alex Yoong seine ersten Punkte einfahren, es folgten zahlreiche weitere Punkteplatzierungen. Das erste Podium konnte es mit Platz zwei im Hauptrennen in Sentul feiern. Das mit Abstand erfolgreichste Rennwochenende der Saison erlebte das Team in Shanghai, wo Alex Yoong das Sprintrennen als Sieger und das Hauptrennen als Zweiter beendete. Es schloss die Saison auf Rang fünf mit 74 Punkten ab.
Die folgende Saison gestaltete sich für das Team unverändert. Beim zweiten Rennwochenende in Brünn gelang dem Team mit Yoong am Steuer ein Doppelsieg, einen weiteren Sieg konnte es im Sprintrennen in Mexiko-Stadt verbuchen. Weitere Platzierungen auf dem Podium blieben allerdings aus. Das Team beendete die Saison auf dem sechsten Gesamtplatz mit 55 Punkten.
In der dritten Saison erlebte das Team einen starken Leistungseinbruch. Es kam über sechs Punkteresultate, darunter ein vierter Platz im Hauptrennen in Shanghai durch Alex Yoong als bestes Ergebnis, nicht hinaus und beendete die Saison auf der 15. Gesamtposition mit 25 Punkten.
In der vierten Saison zeigte sich das Team wieder auf dem Niveau der ersten zwei Jahre. Mit einem Sieg im Sprint- und einem zweiten Platz im Hauptrennen von Zandvoort durch Fairuz Fauzy startete man überaus erfolgreich in die neue Saison. Es folgte mit einem dritten Platz im Portimão-Hauptrennen eine weitere Podiumsposition. Das Team schloss die Saison auf dem sechsten Gesamtrang mit 43 Punkten ab.
Das A1 Team Malaysia hat an allen 39 Rennwochenenden der A1GP-Serie teilgenommen.

## Fahrer
Das A1 Team Malaysia setzte an Rennwochenenden drei verschiedene Fahrer ein, von denen alle auch an den Rennen selbst teilnahmen. Außerdem kam beim offiziellen Test in Silverstone 2006 Nik Iruwan zum Einsatz.

### Übersicht der Fahrer
| Fahrer        | RG | SR | HR | RS | 1. Pl.  | 2. Pl.  | 3. Pl.  | PP | SRR | Pkt. |
| ------------- | -- | -- | -- | -- | ------- | ------- | ------- | -- | --- | ---- |
| Yoong, Alex   | 54 | 26 | 28 | –  | 4 (3/1) | 2 (0/2) | 0 (0/0) | 2  | 2   | 140  |
| Fauzy, Fairuz | 22 | 12 | 10 | 5  | 1 (1/0) | 1 (0/1) | 1 (0/1) | 0  | 1   | 57   |
| Lim, Aaron    | 2  | 1  | 1  | 16 | 0 (0/0) | 0 (0/0) | 0 (0/0) | 0  | 0   | 0    |

Legende: RG = Rennen gesamt; SR = Sprintrennen; HR = Hauptrennen; RS = Rookie-Sessions; PP = Pole-Position; SRR = schnellste Rennrunde

## Ergebnisse
| Saison | 1         | 1         | 2          | 2          | 3       | 3       | 4          | 4          | 5       | 5       | 6          | 6          | 7          | 7          | 8         | 8         | 9         | 9         | 10        | 10        | 11        | 11        | Rang | Punkte |
| ------ | --------- | --------- | ---------- | ---------- | ------- | ------- | ---------- | ---------- | ------- | ------- | ---------- | ---------- | ---------- | ---------- | --------- | --------- | --------- | --------- | --------- | --------- | --------- | --------- | ---- | ------ |
| 05/06  | Brands H. | Brands H. | EuroSpeed. | EuroSpeed. | Estoril | Estoril | Eastern C. | Eastern C. | Sepang  | Sepang  | Dubai      | Dubai      | Durban     | Durban     | Sentul    | Sentul    | Monterrey | Monterrey | Laguna S. | Laguna S. | Shanghai  | Shanghai  | 5.   | 74     |
| 05/06  | 13 FAU    | 5 YOO     | 6 YOO      | 16 YOO     | 8 FAU   | 21 FAU  | 8 YOO      | 5 YOO      | 8 FAU   | 5 YOO   | 10 YOO     | 24 YOO     | 23 YOO     | 16 YOO     | 4 YOO     | 2 YOO     | 7 YOO     | 11 YOO    | 22 YOO    | 10 YOO    | 1 YOO     | 2 YOO     | 5.   | 74     |
| 06/07  | Zandvoort | Zandvoort | Brno       | Brno       | Peking  | Peking  | Sepang     | Sepang     | Sentul  | Sentul  | Taupo      | Taupo      | Eastern C. | Eastern C. | Durban    | Durban    | Mexiko-S. | Mexiko-S. | Shanghai  | Shanghai  | Brands H. | Brands H. | 6.   | 55     |
| 06/07  | 12 YOO    | 17 YOO    | 1 YOO      | 1 YOO      | 14 YOO  | 12 YOO  | 4 YOO      | 7 YOO      | 12 YOO  | 5 YOO   | 19 YOO     | 11 YOO     | 7 YOO      | 6 YOO      | 23 YOO    | 8 YOO     | 1 YOO     | 5 YOO     | 6 YOO     | 11 YOO    | 5 YOO     | 9 YOO     | 6.   | 55     |
| 07/08  | Zandvoort | Zandvoort | Brno       | Brno       | Sepang  | Sepang  | Zhuhai     | Zhuhai     | Taupo   | Taupo   | Eastern C. | Eastern C. | Durban     | Durban     | Mexiko-S. | Mexiko-S. | Shanghai  | Shanghai  | Brands H. | Brands H. | ---       | ---       | 15.  | 25     |
| 07/08  | 16 YOO    | 21 YOO    | 17 YOO     | 14 YOO     | 9 YOO   | 13 YOO  | 21 YOO     | 22 YOO     | 21 YOO  | 16 YOO  | 20 FAU     | 17 FAU     | 9 FAU      | 5 FAU      | 9 YOO     | 15 YOO    | 4 YOO     | 6 YOO     | 13 FAU    | 20 FAU    |           |           | 15.  | 25     |
| 08/09  | Zandvoort | Zandvoort | Chengdu    | Chengdu    | Sepang  | Sepang  | Taupo      | Taupo      | Kyalami | Kyalami | Algarve    | Algarve    | Brands H.  | Brands H.  | ---       | ---       | ---       | ---       | ---       | ---       | ---       | ---       | 6.   | 43     |
| 08/09  | 1 FAU     | 2 FAU     | 13 FAU     | 5 FAU      | 15 FAU  | 10 FAU  | 8 FAU      | 10 FAU     | 9 FAU   | 15 FAU  | 8 FAU      | 3 FAU      | 16 LIM     | 15 LIM     |           |           |           |           |           |           |           |           | 6.   | 43     |

| Legende  | Legende            | Legende                                                          |
| Farbe    | Abkürzung          | Bedeutung                                                        |
| -------- | ------------------ | ---------------------------------------------------------------- |
| Gold     | –                  | Sieg                                                             |
| Silber   | –                  | 2. Platz                                                         |
| Bronze   | –                  | 3. Platz                                                         |
| Grün     | –                  | Platzierung in den Punkten                                       |
| Blau     | –                  | Klassifiziert außerhalb der Punkteränge                          |
| Violett  | DNF                | Rennen nicht beendet (did not finish)                            |
| Violett  | NC                 | nicht klassifiziert (not classified)                             |
| Rot      | DNQ                | nicht qualifiziert (did not qualify)                             |
| Rot      | DNPQ               | in Vorqualifikation gescheitert (did not pre-qualify)            |
| Schwarz  | DSQ                | disqualifiziert (disqualified)                                   |
| Weiß     | DNS                | nicht am Start (did not start)                                   |
| Weiß     | WD                 | zurückgezogen (withdrawn)                                        |
| Hellblau | PO                 | nur am Training teilgenommen (practiced only)                    |
| Hellblau | TD                 | Freitags-Testfahrer (test driver)                                |
| ohne     | DNP                | nicht am Training teilgenommen (did not practice)                |
| ohne     | INJ                | verletzt oder krank (injured)                                    |
| ohne     | EX                 | ausgeschlossen (excluded)                                        |
| ohne     | DNA                | nicht erschienen (did not arrive)                                |
| ohne     | C                  | Rennen abgesagt (cancelled)                                      |
| ohne     | keine WM-Teilnahme |                                                                  |
| sonstige | P/fett             | Pole-Position                                                    |
| sonstige | 1/2/3/4/5/6/7/8    | Punktplatzierung im Sprint-/Qualifikationsrennen                 |
| sonstige | SR/kursiv          | Schnellste Rennrunde                                             |
| sonstige | *                  | nicht im Ziel, aufgrund der zurückgelegten Distanz aber gewertet |
| sonstige | ()                 | Streichresultate                                                 |
| sonstige | unterstrichen      | Führender in der Gesamtwertung                                   |